# Palacio del Mexuar
El Palacio del Mexuar (en árabe: قلعة المشور‎, Qal'at al-Mishwār; en francés: Palais El Mechouar) es un complejo palaciego real ziyánida situado en Tlemecén (Argelia), construido durante la Edad Media. «Mexuar», literalmente «lugar de muxauara [consejos consultativos]», debe su nombre a la sala donde se reunían los ministros alrededor del sultán de Tlemecén. El término se utiliza en Andalucía y el Magreb para designar un palacio-ciudadela. El complejo del Mexuar es un ejemplo de arte morisco y andalusí, y más particularmente de arte ziyánida.
Los trabajos de restauración del palacio comenzaron en 2010 con ocasión del acontecimiento cultural Tlemecén, capital de la cultura islámica 2011.

## Historia

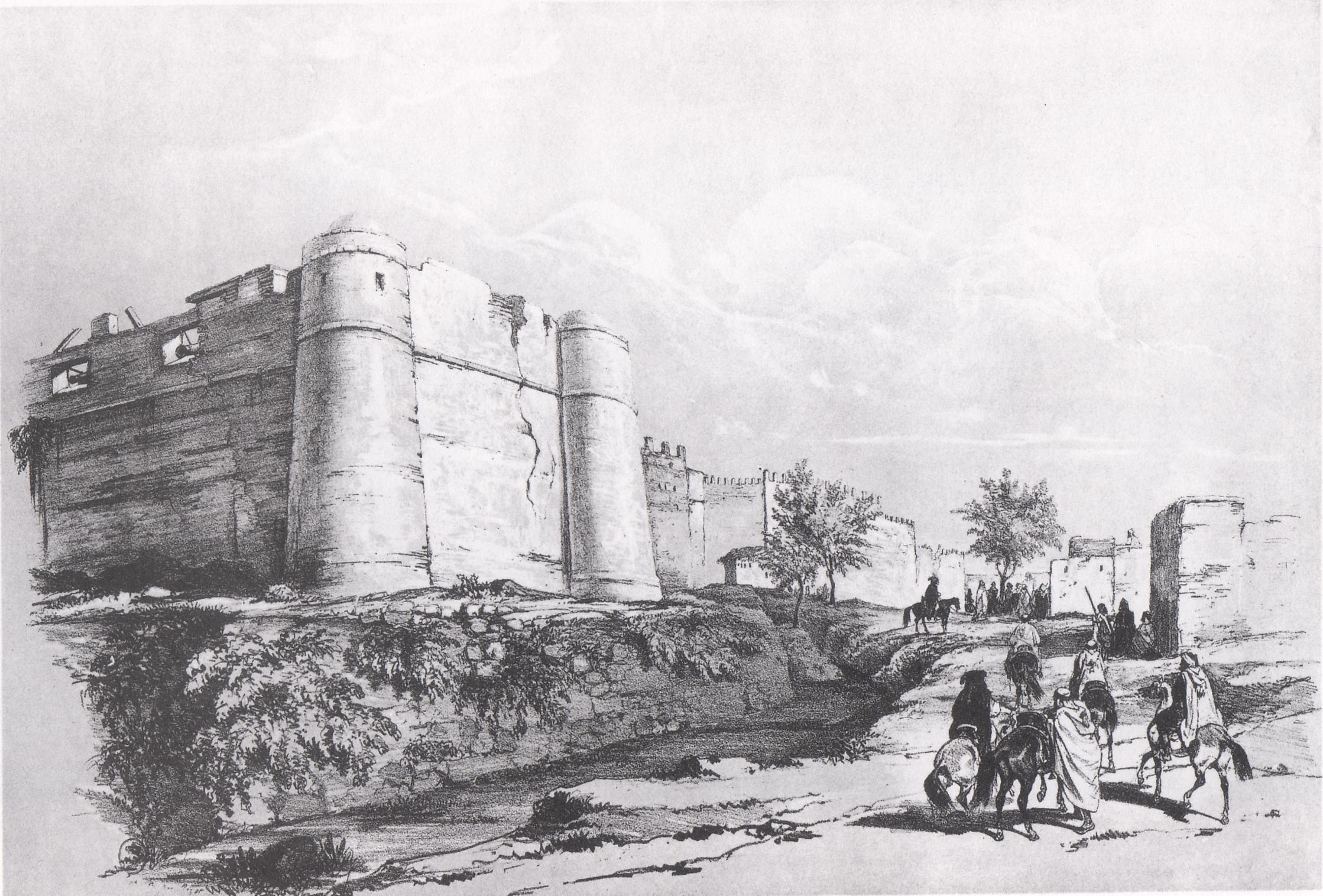
Mexuar de Tlemecén (Argelia). Litografía de Alexandre Genet, 1836

El palacio propiamente dicho forma parte de la ciudadela epónima edificada en 1145 en el emplazamiento donde el rey almorávide Yusuf ibn Tashfin había instalado su tienda durante el asedio de Agadir (Agadir es el antiguo nombre de Tlemecén). La ciudadela, de forma rectangular, con unas dimensiones de 200 por 150 metros, fue transformada en palacio por el sultán abdalwádida Yagmoracen ibn Zian.
El palacio-ciudadela se convirtió entonces en la residencia oficial de los ziyánidas.
Tras la toma de Tlemecén en 1337, el sultán merínida Abu al-Hasan ben Uthmán hizo del palacio su residencia y su base operativa en su intento de unificar el Magreb. Es allí y a este efecto que firmó en 1339 una alianza económica y militar con el vizconde de Narbona, embajador del rey Jaime III de Mallorca. Su derrota en Kairuán en 1348 puso fin a la presencia de la dinastía merínida en el Mexuar y permitió la restauración del reino ziyánida de Tlemecén.
La ciudadela y el palacio fueron ampliados y embellecidos con el transcurso de los siglos por las distintas dinastías que los fueron ocupando: almorávide, almohade, ziyánida y otomana. Una mezquita fue edificada a comienzos del siglo XIV bajo el mandato del príncipe ziyánida Abu Hamu Musa I.
El corsario otomano Aruj Barbarroja se apoderó de la ciudadela en 1516 después de que los habitantes de Tlemecén le pidieran ayuda para echar a su rey Abu Hamu III, que se había aliado con los españoles. Aruj se convirtió en el nuevo soberano de Tlemecén hasta 1518. El exrey de Tlemecén hizo un llamamiento a los españoles, que asediaron a Aruj en la ciudadela del Mexuar durante seis meses. Aruj consiguió huir, pero los españoles lo capturaron y decapitaron. Después de la victoria de Hasan Aga, califa de Jeireddín Barbarroja, sobre las tropas de Carlos V desembarcadas en Argel en 1541, el rey de Tlemecén, Mulay Mohamed, denunció su fidelidad hacia los españoles y entregó el Mexuar a los otomanos. Esto marcó el declive del reino ziyánida.
El artículo 9 del Tratado de Tafna, firmado en 1837, permitió al emir Abd al-Qádir ocupar el Mexuar. El ejército francés retomó la ciudadela en 1842 como parte de su conquista de Argelia.
Al principio de la colonización francesa, el ejército francés transformó la ciudadela en cuartel. Durante este periodo, la mezquita fue reconvertida en iglesia y el sitio fue en parte alterado y degradado por la adición de construcciones militares o administrativas.
El 1 de diciembre de 1962, el capitán Moine, del ejército de Francia, entregó solemnemente las llaves del Palacio del Mexuar a Fodil Sid Lakhdar, representante de la prefectura de Tlemecén. Tras la independencia, la ciudadela pasó a ser una escuela militar de cadetes. El escritor Yasmina Khadra se formó allí a partir de 1964.
Tras unas obras de rehabilitación iniciadas en 2010, el sitio está abierto al público y acoge asociaciones culturales o artesanas, así como administraciones.

## La mezquita
La mezquita del Mexuar fue construida en 1317 por el príncipe ziyánida Abu Hamu Musa I. Fue completamente remodelada durante la época otomana y transformada en iglesia durante la colonización. Tras la independencia, volvió a convertirse en mezquita.
Del periodo ziyánida, la mezquita no conserva a día de hoy más que el minarete, de estilo similar al hamádida y al almohade.
En el minarete figuran dos inscripciones. La primera es «al-yūmn wa'l-iqbāl» («la felicidad y la prosperidad»), una fórmula común que se encuentra en numerosos monumentos, como el célebre Jarrón de las Gacelas de la Alhambra. La segunda es «yā Thiqatī yā Amalī! Anta Erradjā, Anta al-Walī. Akhtim bi Khairin 'amalī» («Oh mi Confianza, oh mi Esperanza, eres Tú la Espera, eres Tú el Protector, sella mis acciones para el Bien»).

## Excavaciones arqueológicas y restauración
Con ocasión de la preparación del acontecimiento cultural «Tlemecén, capital de la cultura islámica 2011», el ministerio argelino de Cultura lanzó en 2010 un proyecto de restauración del Palacio del Mexuar. Este proyecto estuvo precedido de una fase de excavaciones arqueológicas dirigidas por el Centro Nacional de Investigaciones Arqueológicas de Argel. Estas excavaciones permitieron revelar rastros de construcciones de distintas épocas así como mobiliario arqueológico como lápidas, espacios con agua y piezas de cerámica.
Con las excavaciones en los alrededores y en el patio del palacio real, se descubrieron hasta dieciséis silos que se remontaban a la era de la dinastía ziyánida. Se habían utilizado para la conservación y el almacenamiento de provisiones en previsión de cualquier calamidad o invasión extranjera.
También se revelaron pasadizos subterráneos que conducen fuera de los límites conocidos del palacio.

## Galería

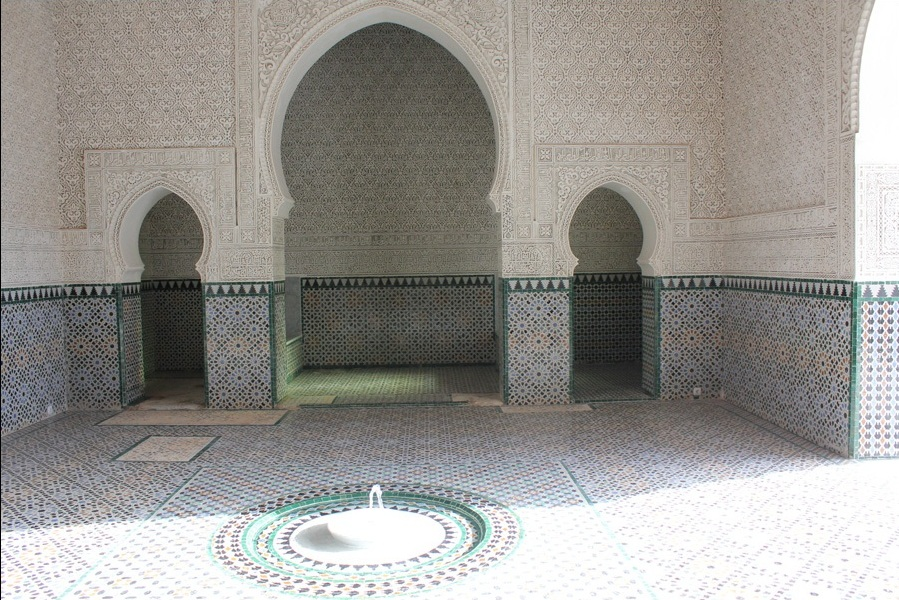
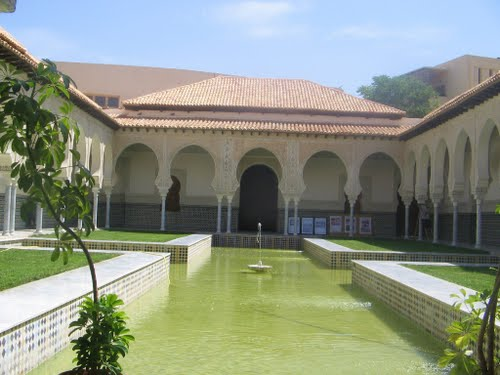
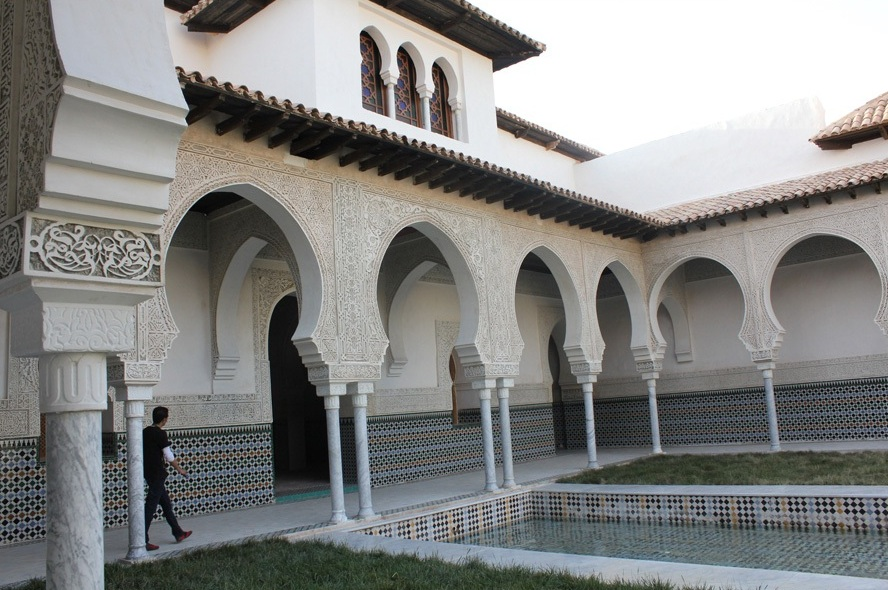
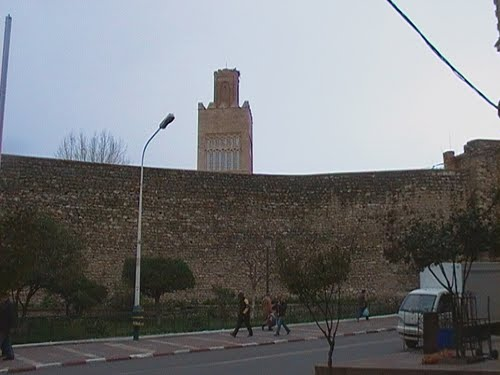
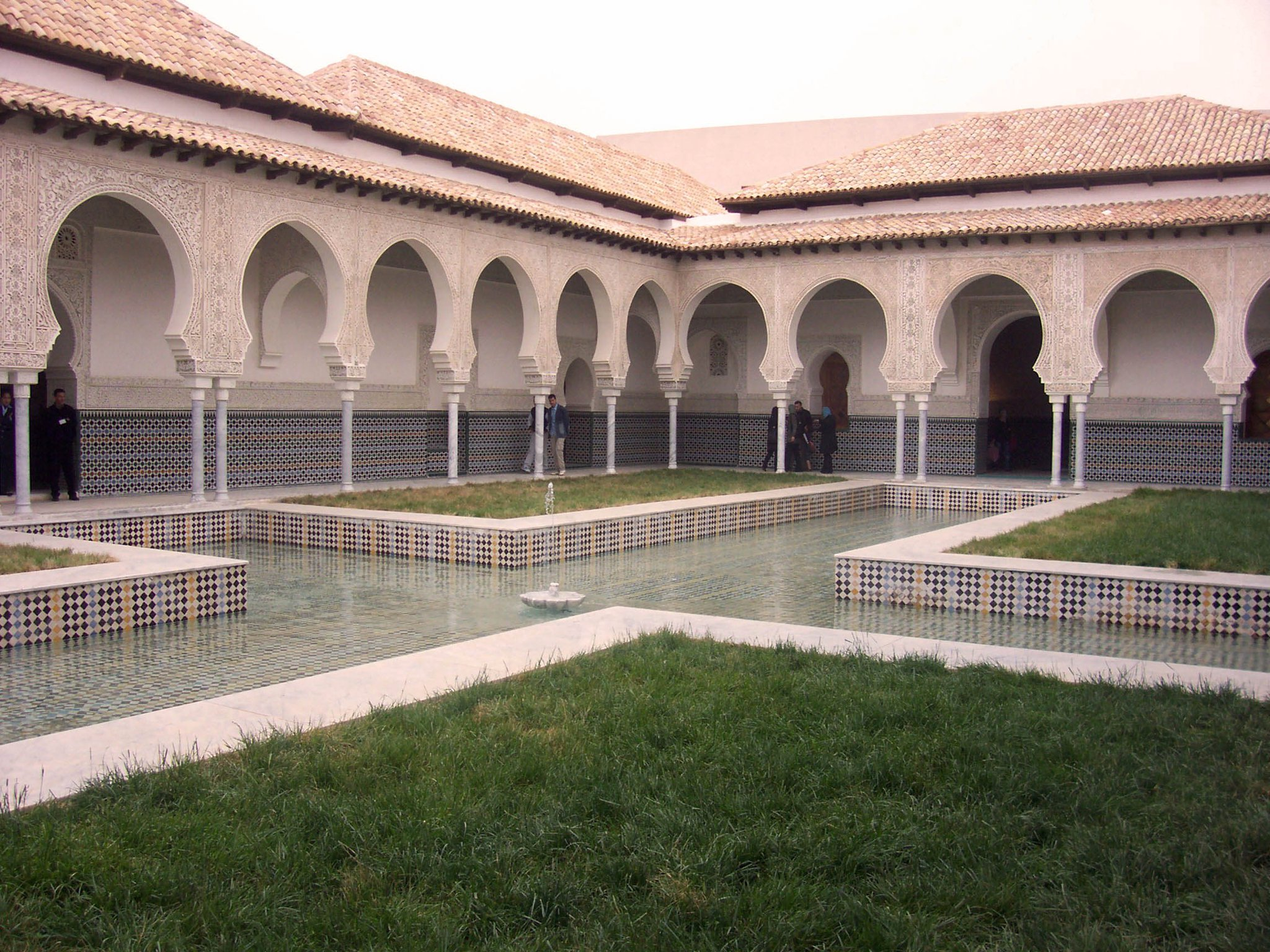